# KVV Zelzate
KVV Zelzate is een Belgische voetbalclub uit Zelzate. De club is aangesloten bij de KBVB met stamnummer 4165 en heeft groen-wit als kleuren. De club ontstond in 2008 na een fusie tussen KSLV Zelzate (ontstaan in 1922) en KFC Zelzate. Vanaf januari 2024 wordt er gespeeld op het nieuwgebouwde Armand Seghers Complex in de Broeder Leopoldstraat 1/2.
Het eerste seizoen van de fusieploeg, die aantrad in de tweede provinciale, eindigde het op de zesde plaats, groen/wit won de tweede periodetitel. Na een derde plaats in het seizoen 2009-2010 speelde het één seizoen later kampioen onder trainer Kurt Mertens en promoveerde het voor het eerst in zijn bestaan naar de hoogste provinciale reeks. Daar zou men blijven tot en met het seizoen 2017-2018 met achtereenvolgens de elfde, tiende, vijfde, derde, vierde en de tweede plaats om uiteindelijk in de zomer van 2018 de titel te pakken.  
In 2016 speelde het ook de finale van de Oost-Vlaamse beker. In de seizoenen 2013-2014, 2015-2016 en 2016-2017 haalde men telkens de eindronde, men greep echter naast promotie naar nationaal voetbal. Die promotie werd door de kampioenstitel op 14 april 2018 behaald: door het gelijke spel tussen Aalter en De Pinte kon Zelzate niet meer bijgehaald worden bovenaan de rangschikking. In het eerste jaar van de derde amateurreeks eindigde Zelzate op de zevende plaats. Tot de laatste speeldag deden ze mee voor de eindronde maar een nipte 3-2 nederlaag bij Torhout besliste daar anders over. Doran Mertens werd reekstopschutter, hij trof 21 keer raak. 
In het tweede seizoen in die reeks behaalde de ploeg op 19 januari 2020 de tweede periodetitel binnen na een onwaarschijnlijke reeks van één gelijk spel en acht overwinningen. Op 27 maart van dat jaar werd, in volle coronacrisis, beslist de competitie te beëindigen. Zelzate werd uitgeroepen tot kampioen en promoveerde naar de tweede amateurklasse. In het najaar van 2020, net voor de tweede golf in de coronacrisis, werd een volgende mijlpaal gezet: KVV speelde voor het eerst in de vijfde ronde van de beker van België. Op zondag 11 oktober mocht men aantreden uit bij Lommel, profploeg in 1B. De ploeg van toenmalig interim-trainer Peter Haillez moest pas in de slotfase de duimen leggen nadat KVV aan de rust 1-2 voorstond.  
Op 8 mei 2022 werd een nieuw hoogtepunt gevierd: voor het eerst trad KVV aan in de eindronde van tweede amateur; tegen K. Lyra-Lierse, de wedstrijd eindigde op 0-3. In het seizoen 2022-2023 deden de U23-jeugdploegen van de profclubs hun intrede in het amateurvoetbal. In de tweede afdeling A traden Jong Essevee en Jong Cercle aan, in tweede B startten U23 Beerschot en U23 KV Mechelen. Het seizoen werd afgesloten op de elfde plaats. KVV speelde toen tot de voorlaatste speeldag voor degradatie maar een 0-2 overwinning bij... Jong Cercle zorgde voor een verlengd verblijf in de reeks, op de slotspeeldag, de 34ste speeldag, won Zelzate tegen Petegem met 3-2. 
Begin 2024 verhuisde KVV Zelzate naar het nagelnieuwe Mance Seghers Sportstadion waar een complex met onder andere drie voetbalterreinen en tien petanquebanen werden aangelegd. Sportief ging het de club niet voor de wind. Na de heenronde stond de Fanion op de zestiende plaats, een degradatieplaats. Nadat Dave Van Waes als T1 de start van de competitie niet haalde, wegens enkele meningsverschillen, vatte de eerste ploeg het seizoen aan met Birger Van de Velde als T1 en Gino Pauwels als zijn assistent. In dat jaar werd ook voor het eerste een echte profspeler aangeworven: Hervé Kage (34), ooit speler bij Anderlecht, Gent, Genk en Charleroi, kwam naar Zelzate. Na enkele weken werd ex-verdediger Laurence Tronckoe aangeworven als T2, Gino Pauwels kon nu full-time als technisch directeur aan de slag. Na een 1 op 24 gaf Birger Van de Velde zijn ontslag, hij werd opgevolgd door Urbain Spaenhoven.  Vanaf september 2024 kwam Gino Pauwels terug aan het roer als T1.  Ferry Baes werd nu technisch directeur.   

## Geschiedenis
KSLV Zelzate ontstond op 26 december 1922, maar de eigenlijke start in competitieverband dateert van september 1923 in het Diocesaan Sportverbond onder de pauselijke kleuren geel-wit. In 1926 ging men spelen in het Katholiek Sportverbond (KVS) onder de naam Katholieke Vlaamse Voetbalvereniging.
In 1937 wijzigde men de naam in Sint-Laurens Voetbalclub Zelzate. De naam verwees naar stichter broeder Eucherius van het Sint-Laurensinstituut en men nam de Zelzaatse kleuren groen en wit aan. In 1945 maakte men uiteindelijk de overstap naar de Belgische Voetbalbond, waar men stamnummer 4165 kreeg.
Bekendste speler werd Armand "Mance" Seghers, die in 1949 verkocht werd aan AA La Gantoise. De club speelde een aantal seizoenen in eerste provinciale (1948-1950, 1952-1957 en 1964-1966), maar kon nooit doorstoten naar de nationale reeksen. Het beste resultaat was een tweede plaats in eerste provinciale in 1952-1953.
Een mindere periode kwam er in de jaren 70. De club zakte naar derde provinciale en in 1979 zakte men zelfs naar het allerlaagste niveau: vierde provinciale. In de jaren 80 kon men weer wat opklimmen. Bij de 50-jarige aansluiting bij de KBVB, in 1995, werd de club koninklijk en heette voortaan Koninklijke Sint-Laurens Voetbalclub Zelzate, afgekort KSLV Zelzate. De volgende jaren ging de club wat op en neer tussen tweede, derde en vierde provinciale.
De andere tak van de fusie was FC Zelzate. Die club werd opgericht rond 1933 als VC Blue-Boys en in 1946 aangesloten bij de KBVB met stamnummer 4386. De club had een politiek blauwe inslag en leunde aan bij de toenmalige Middelbare School van Zelzate. Er werd gevoetbald op een terrein gelegen in de Boerenstraat.
In 1957 kregen de Blue-Boys allerhande bestaansmoeilijkheden. Verwoede pogingen om een pluralistische club te creëren lukten en de oprichting van FC Zelzate onder het stamnummer en de kleuren van de Blue-Boys werd officieel op een druk bijgewoonde vergadering op het gemeentehuis van Zelzate.
De club bleef tot het seizoen 1968-1969 in derde provinciale tot de vierde reeks werd opgericht, het seizoen erna keerde men echter terug naar derde en in het seizoen 1976-1977 werd men er kampioen en promoveerden de blauwhemden naar tweede provinciale, men zou er twee jaar vertoeven. In 1998 bereikte men een dieptepunt door degradatie naar vierde provinciale, na drie jaar kwam men echter terug, men zou er blijven tot de fusie. 
De eerste clubvoorzitter werd John Schenkels die enige tijd later wordt opgevolgd door Pascal Delemarre. 

## Resultaten
| Seizoen | Klasse | Klasse | Klasse | Klasse | Klasse | Klasse | Klasse | Klasse | Klasse | Reeks                                                    | Punten                                                   | Opmerkingen                                                                   |
|         | I      | I      | II     | III    | IV     | P.I    | P.II   | P.III  | P.IV   |                                                          |                                                          |                                                                               |
| ------- | ------ | ------ | ------ | ------ | ------ | ------ | ------ | ------ | ------ | -------------------------------------------------------- | -------------------------------------------------------- | ----------------------------------------------------------------------------- |
| 2008/09 |        |        |        |        |        |        | 6      |        |        | Tweede prov. O.-Vl. A                                    | 48                                                       |                                                                               |
| 2009/10 |        |        |        |        |        |        | 3      |        |        | Tweede prov. O.-Vl. A                                    | 57                                                       |                                                                               |
| 2010/11 |        |        |        |        |        |        | 1      |        |        | Tweede prov. O.-Vl. A                                    | 73                                                       | Kampioen                                                                      |
| 2011/12 |        |        |        |        |        | 11     |        |        |        | Eerste prov. O.-Vl.                                      | 37                                                       |                                                                               |
| 2012/13 |        |        |        |        |        | 10     |        |        |        | Eerste prov. O.-Vl.                                      | 38                                                       |                                                                               |
| 2013/14 |        |        |        |        |        | 5      |        |        |        | Eerste prov. O.-Vl.                                      | 50                                                       | Verloren in promotie-eindronde                                                |
| 2014/15 |        |        |        |        |        | 3      |        |        |        | Eerste prov. O.-Vl.                                      | 58                                                       |                                                                               |
| 2015/16 |        |        |        |        |        | 4      |        |        |        | Eerste prov. O.-Vl.                                      | 47                                                       | Verloren in promotie-eindronde                                                |
|         | 1A     | 1B     | 1Am    | 2Am    | 3Am    | P.I    | P.II   | P.III  | P.IV   | Vanaf 2016-17 zijn er 3 nationale en 2 regionale niveaus | Vanaf 2016-17 zijn er 3 nationale en 2 regionale niveaus | Vanaf 2016-17 zijn er 3 nationale en 2 regionale niveaus                      |
| 2016/17 |        |        |        |        |        | 2      |        |        |        | Eerste prov. O.-Vl.                                      | 53                                                       | Verloren in promotie-eindronde                                                |
| 2017/18 |        |        |        |        |        | 1      |        |        |        | Eerste prov. O.-Vl.                                      | 57                                                       | Kampioen                                                                      |
| 2018/19 |        |        |        |        | 7      |        |        |        |        | Derde kl. amateurs VV A                                  | 47                                                       |                                                                               |
| 2019/20 |        |        |        |        | 1      |        |        |        |        | Derde kl. amateurs VV A                                  | 58                                                       | Kampioen, seizoen vroegtijdig stopgezet door Covid-19                         |
| 2020/21 |        |        |        | 11     |        |        |        |        |        | Tweede afdeling VV A                                     | 3                                                        | Competitie vroegtijdig stopgezet, na 3 wedstrijden, vanwege de coronapandemie |
| 2021/22 |        |        |        | 6      |        |        |        |        |        | Tweede afdeling VV A                                     | 49                                                       | Verloren in promotie-eindronde                                                |
| 2022/23 |        |        |        | 11     |        |        |        |        |        | Tweede afdeling VV A                                     | 45                                                       |                                                                               |
| 2023/24 |        |        |        | 13     |        |        |        |        |        | Tweede afdeling VV A                                     | 42                                                       |                                                                               |
| 2024/25 |        |        |        | 3      |        |        |        |        |        | Tweede afdeling VV A                                     | 54                                                       | Verlies in eindronde. Toch promotie door niet-degradatie van Jong Genk (1B).  |
| 2025/26 |        |        |        |        |        |        |        |        |        | Eerste nationale VV                                      |                                                          |                                                                               |

## Zelzate-Zuid
Al in de legislatuur van liberaal Frank Bruggeman als burgemeester (2013-2018) was sprake voor een nieuw voetbalcomplex voor KVV Zelzate. De huidige infrastructuren, het A-complex in de Patronagestraat en het B (jeugd)-complex in de Verbroederingslaan, zijn verouderd. Bruggeman stelde zelfs verschillende terreinen voor maar botste steeds op een njet vanuit de oppositie en toenmalig coalitiepartner N-VA. Het Endeken tussen de R4 en de Sint-Stevenstraat was een eerste optie, de tweede optie was Zelzate-Zuid, een zeven hectare groot natuurgebied tussen ArcelorMittal Gent, de E34, Sint-Jan Baptist en de dorpskern. Tot op de dag van vandaag is er echter nog steeds geen spraken van bouwen.
Nochtans werd het bouwproject Zelzate-Zuid, waar één kunst- en twee natuurlijke terreinen zouden komen, al vergund. De centen moeten echter komen van de verkaveling van het jeugdcomplex tussen de Burgemeester.Jozef Chalmetlaan, de Verbroederingslaan, de Cesenaticolaan en de Burgemeester.Camiel Leynlaan en daar knelde de schoen. Het gemeentebestuur keurde de bouwvergunning goed maar een groep buurtbewoners vroeg in mei 2022 bij de Raad voor Vergunningsbetwistingen de vernietiging van een vergunning om er 214 woongelegenheden te bouwen. Die procedure kan lang aanslepen en brengt KVV Zelzate in de problemen. 

## Armand Seghers Sportcomplex
Op woensdag 15 juni 2022 kwam er echter opeens de mededeling dat de werken nog hetzelfde jaar gaan starten. De projectontwikkelaar, Groep Huyzentruyt, maakt zich sterk dat ze de procedureslag zullen winnen en kondigen, samen met het gemeentebestuur, op een samenskomst annex persconferentie aan dat men in het najaar van 2022 zullen starten aan de werkzaamheden en dat het seizoen 2023-2024 daar zullen aangevat worden.
Op dinsdag 7 februari 2023 was het dan zover en onder het oog van burgemeester Brent Meulemen (Vooruit) en sportschepen Luc Van Waesberghe (Vooruit) werd de eerste steen van een gloednieuw sportcomplex gelegd met voetbal,- en petanqueterreinen. Een onderkomen voor de duikclub en verschillende groenbuffers.  
Op woensdag 11 oktober werd dan ook de nieuwe naam van het sportcomplex dat op Zelzate-Zuid is opgetrokken. Het complex is genoemd naar een ere-burger van Zelzate, de Buffalo van de eeuw, de held van Colombe en de vader van Serge en Philiep, Armand Seghers. Hij speelde als doelman 485 keer voor La Gantoise en werd ook twintig keer geselecteerd voor de Rode Duivels, uiteindelijk stond hij er elf keer in doel. Tijdens de competitievrije maand december 2023 verhuisde KVV naar het nieuw complex, begin januari trainde de Fanion er voor het eerst. 